# União Patriótica de Cuba
A Unión Patriótica de Cuba (UNPACU) é uma organização dissidente cubana, descrita como "o maior grupo de oposição cubano" pelo Departamento de Estado dos Estados Unidos, e reúne um grande número de dissidentes em Cuba. Foi criado em 24 de agosto de 2011, por José Daniel Ferrer García depois de deixar de ser membro do Movimento de Libertação Cristã. Definiu-se como uma organização civil que defende uma luta pacífica, mas firme, contra qualquer repressão das liberdades civis na ilha de Cuba.
É considerado "o grupo de oposição mais visível e ativo", "a maior organização dissidente da ilha", e a maior e mais ativa organização dissidente de Cuba, de vários meios de comunicação até recentemente pelo Departamento de Estado dos EUA. De acordo com declarações em uma conferência de imprensa de Guillermo Fariñas em Madrid e a Agência de Imprensa Cubana, em 12 de maio de 2013, 5.073 membros ativistas em Cuba ligados à organização foram registrados, embora nem todos eles agem publicamente. Em dezembro de 2013, a organização alcançou 8.000 ativistas afiliados. Em dezembro de 2014, foi creditado com 10.000 membros. Além dos simpatizantes e do total de membros, muitos dos quais atuam ou apoiam na ocultação, o número de ativistas que atuam publicamente nas ruas, mais de 3.000 em 25 sedes sociais e 122 celas, também foi oferecido publicamente pela organização em uma recente coletiva de imprensa em Madri que teve grande repercussão.
Desde a sua criação, já em 2012, foi classificada pela Amnistia Internacional como uma organização pacífica dissidente, definindo desde o seu início a União Patriótica de Cuba da seguinte forma:
Desde a sua criação em 2011, esta organização tem se caracterizado por três aspectos:
1. Publicam na Internet de centenas de vídeos de denúncias de situações privadas ou coletivas, manifestações públicas contra o governo da ilha, e outros tipos de denúncias sobre a demanda por falta de liberdades civis ou situação socioeconômica precária da ilha.[25]
2. Conseguir reunir uma parte importante da dissidência interna cubana na referida organização, unindo a organização de Guillermo Fariñas, FANTU, Elizardo Sánchez e ativistas de outras organizações de toda a ilha, incluindo 8 dos prisioneiros de consciência chamados "os 75" de a Primavera Negra de Cuba que optou por permanecer na ilha.[26][27][28][29][30]
3. Protagonizam várias greves de fome que foram divulgadas na mídia fora da ilha,[31][32] incluindo aquele estrelado por Wilman Villar Mendoza, que o levou à morte. Conforme descrito no relatório anual de 2012 da Organização Human Rights Watch, "Wilman Villar Mendoza, 31, morreu na prisão após uma greve de fome de 50 dias que ele iniciou em protesto por não ter recebido um julgamento justo. E pelas condições desumanas de detenção. Foi preso em novembro de 2011 após participar de uma manifestação pacífica e foi condenado a quatro anos de prisão por "desacato" em um processo sumário durante o qual não teve representação legal. Em greve de fome, foi forçado a permanecer completamente nu em uma cela de isolamento frio. Ele acabou de ser transferido para um hospital alguns dias antes de morrer."...[33][34]
4. Protagonizam concentrações de centenas de ativistas em diferentes partes da ilha de Cuba, especialmente no leste da ilha.[35][36]

## Crescimento e consolidação
Em 27 de fevereiro de 2013, a absorção da organização pacífica dissidente FANTU, uma das mais notórias em Cuba por ser liderada por Guillermo Fariñas, Prêmio Sakharov do Parlamento Europeu, junto a uma infinidade de outras entidades de oposição dentro da ilha através do integração de notórios dirigentes da dissidência, bem como a integração na organização de 8 dos 12 prisioneiros de consciência do Grupo dos 75 da Primavera Negra de Cuba que recusaram a oferta de deixar a ilha para evitar a prisão.
Não obstante, Guillermo Fariñas Hernández, Félix Navarro Rodríguez, Ángel Moya Acosta, Iván Hernández Carrillo e vários outros, entre os meses de dezembro de 2014 a janeiro de 2015, deixaram a coalizão e continuaram sua atividade com organizações próprias, à existência distinta das novas relações dos governos dos Estados Unidos da América e Cuba, anunciadas em 17 de dezembro de 2014 pelos Presidentes Barack Obama e Raúl Castro Ruz, e que a UNPACU apoiou por acreditar na estratégia de Barak Obama por pensar, entre outras razões, que assim Barak Obama "desmantelou ante os cubanos a grande mentira do inimigo estrangeiro, algo que todos os ditadores usaram para manter seus domínios".

## Órgãos de gestão
O organograma da UNPACU, conforme publicado em seu próprio site, é o seguinte:
- José Daniel Ferrer García
- Jorge Cervantes García
- Carlos Amel Oliva Torres
- Zaqueo Baez Guerrero
- Ovidio Martín Castellanos
- Carlos Oliva Rivery
- Katherine Mojena Hernández

A UNPACU tem representação nos Estados Unidos e na União Europeia:
- Luis Enrique Ferrer García, Representante no Exterior, nos E.U.A
- Javier Larrondo, Representante na União Europeia, na Espanha

A UNPACU também conta com uma Frente jovem cujo Coordenador Nacional é Carlos Amel Oliva Torres e seu representante no exterior é Anyer Antonio Blanco Rodríguez, além de outros membros de trajetória marcante. A Frente da Juventude desenvolve campanhas ativas entre crianças e jovens, voltadas para a formação de valores cívicos, educação de direitos humanos e espaços para o esporte e recreação saudável.